# يوهان بيرغر
يوهان بيرغر (بالألمانية: Johann Berger) (23 يوليو 1999 في ألمانيا - ) هو لاعب كرة قدم ألماني في مركز الوسط. لعب مع هانزا روستوك وHansa Rostock II ‏.

## وصلات خارجية
- يوهان بيرغر على موقع قاعدة بيانات كرة القدم.إي يو (الإنجليزية)
- يوهان بيرغر على موقع Soccerway.com (الإنجليزية)
- يوهان بيرغر على موقع عالم كرة القدم.نت (الإنجليزية)